# Paullinia cauliflora
Paullinia cauliflora är en kinesträdsväxtart som beskrevs av Nikolaus Joseph von Jacquin. Paullinia cauliflora ingår i släktet Paullinia och familjen kinesträdsväxter. Inga underarter finns listade i Catalogue of Life.